# Crkva sv. Nikole u Nerežišćima
Crkva sv. Nikole nalazi se u Nerežišćima na Braču.

## Opis
Crkva sv. Nikole smještena na groblju sjeveroistočno od naselja, do 15. st. bila je župna crkva Nerežišća. Ova romaničko-gotička građevina dobiva današnji izgled početkom 14. stoljeća gradnjom zapadne jednobrodne građevine uz pročelje postojeće romaničke crkvice. Sred pročelja je kamena rozeta, a simetrično sa strana ulaza su dva prozora u obliku četverolisne tranzene. Brod crkve presvođen je prelomljenim svodom s kasnoromaničkim vijencem u podanku, a prezbiterij bačvastim svodom. U crkvi je grob bračkih arhiprezbitera iz 14. st. s latinskim metričkim natpisom koji spominje imena Purča i Stojša.

## Zaštita
Pod oznakom Z-4452 zavedena je kao nepokretno kulturno dobro - pojedinačno, pravna statusa zaštićena kulturnog dobra, klasificirano kao "sakralna graditeljska baština".